# Llŷn

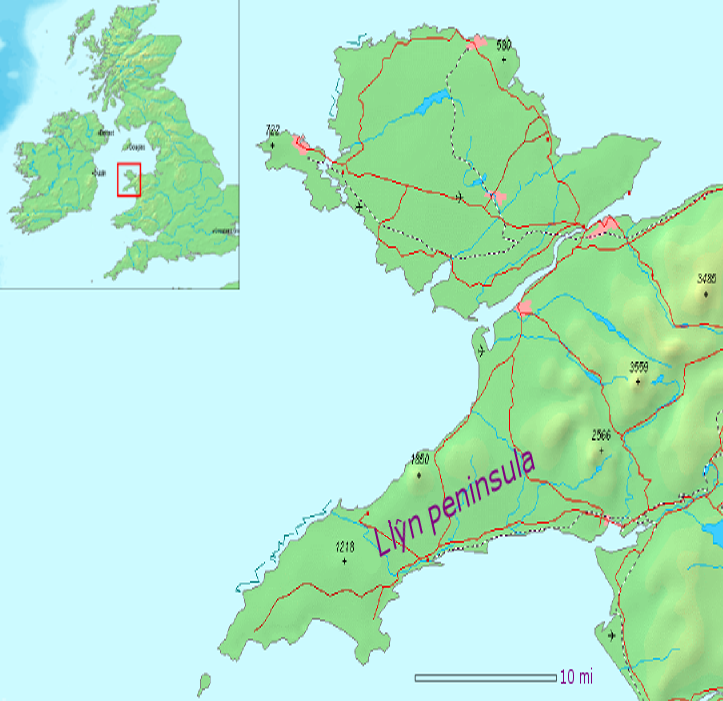
Presqu'île de Llŷn

La presqu'île de Llŷn  (anciennement Lleyn en anglais) s'avance sur 40 km dans la mer d'Irlande au nord-ouest du Pays de Galles, au sud-ouest de l'île de Mon (Anglesey) dans l'actuel Gwynedd. 
Le nom serait d'origine gaélique, apparenté au mot Leinster.
C'est la péninsule que Ptolémée appelait le « Promontoire des Gangani ». 
Les pèlerins la traversaient pour se rendre à l'île de Bardsey. C'est aujourd'hui une région fréquentée par les touristes anglais.
Cependant, son isolement a favorisé la conservation de la langue et culture galloise : en 2003 une enquête montrait que 94 % des enfants de 3 à 15 ans savaient parler gallois. 
Les agglomérations sont :
- Aberdaron,
- Abersoch
- Criccieth
- Llanbedrog
- Mynytho
- Nefyn
- Pwllheli
- Trefor

Les montagnes de Llŷn sont :
- Yr Eifl
- Gyrn Ddu
- Carn Fadryn
- Mynydd Rhiw
- Garn Boduan

Les îles sont :
- Ynys Enlli
- St Tudwal's Islands, ou Ynysoedd Sant Tudwal, d'après le nom d'un saint breton local.

Les mégalithes :
- Betws Fawr
- Bryniau'r Tyddyn
- Graianog

## Liens
- Penllyn.com - Information sites for the communities of Llŷn
- Llyn.info - Your online guide to the Llŷn Peninsula
- A comparative study of two agri-environmental schemes in cherished landscapes
- Discover the Llŷn Peninsula
- LleynWiki
- LleynWeather
- Vues